# Ivy (Virginia)
Ivy es un lugar designado por el censo situado en el condado de Albemarle, Virginia  (Estados Unidos). Según el censo de 2010 tenía una población de 905 habitantes.

## Demografía
Según el censo de 2010, Ivy tenía una población en la que el 91,4% eran blancos; el 5,1% afroamericanos; el 0,0% eran indios americanos y nativos de Alaska; el 2,3% eran asiáticos; el 0,0% hawaianos y otros isleños del Pacífico; el 0,1% de otra raza, y el 1,1% a partir de dos o más razas. El 3,4% del total de la población eran hispanos o latinos de cualquier raza.